# Divisão Tarasov
A Divisão Tarasov é uma divisão da Kontinental Hockey League, parte da conferencia oeste. Ela existe desde a segunda temporada e é formada por sete clubes. Seu nome é uma homenagem ao ex-jogador de hóquei russo Anatoli Tarasov.

## Divisão alinhamento
Clubes atuais da Divisão Tarasov:
- CSKA Moscow
- HC Vityaz
- Severstal Cherepovets
- HC Sochi
- Dynamo Moscow
- Torpedo Nizhny Novgorod
- Lokomotiv Yaroslavl

## Campeões da Divisão
- 2016:  CSKA Moscow (127 pontos)
- 2015:  CSKA Moscow (139 pontos)
- 2014:  Dynamo Moscow (115 pontos)
- 2013:  CSKA Moscow  (96 pontos)
- 2012:  Torpedo Nizhny Novgorod (91 pontos)
- 2011:  Lokomotiv Yaroslavl (108 pontos)
- 2010:  HC MVD (102 pontos)
- 2009:  CSKA Moscow (106 pontos)